# Dobri Do (Kuršumlija)
Pour les articles homonymes, voir Dobri Do.
Dobri Do (en serbe cyrillique : Добри До) est un village de Serbie situé dans la municipalité de Kuršumlija, district de Toplica. Au recensement de 2011, il comptait 59 habitants.

## Démographie
| 1948 | 1953 | 1961 | 1971 | 1981 | 1991 | 2002 | 2011 |
| ---- | ---- | ---- | ---- | ---- | ---- | ---- | ---- |
| 836  | 891  | 709  | 432  | 271  | 170  | 109  | 59   |

|  |